# Leavenheath
Leavenheath is een civil parish in het bestuurlijke gebied Babergh, in het Engelse graafschap Suffolk.
Acton · Acton Place · Aldham · Alpheton · Arwarton · Ash Street · Assington · Audley End · Ballingdon · Bell's Corner · Belstead · Bentley · Bildeston · Bird Street · Bower House Tye · Boxford · Boxted · Brantham · Brent Eleigh · Brettenham · Bridge Street · Broad Street · Brook Street · Brundon · Bures · Bures Green · Bures St. Mary · Burstall · Burstallhill · Button's Green · Capel St. Mary · Castling's Heath · Calais Street · Cattawade · Chattisham · Chelmondiston · Chelsworth · Chelsworth Common · Chilton · Church End · Cockfield · Cock Street · Cook's Green · Colchester Green · Coles Green · Copdock · Copdock and Washbrook · Cornard Tye · Cross Green (Cockfield) · Cross Green (Hartest) · Cross Green (Hitcham) · Cuckoo Tye · Dorking Tye · Drakestone Green · East Bergholt · East End · Edwardstone · Elmsett · Fern Hill · Flatford · Fenstead End · Freston · Gipsy Row · Glemsford · Gosling Green · Great Cornard · Great Green · Great Waldingfield · Groton · Hadleigh · Hadleigh Heath · Hagmore Green · Hanningfield Green · Harkstead · Harrow Green · Hartest · Hartest Hill · Hart's Green · Hibb's Green · Higham · Hintlesham · Hitcham · Holbrook · Holton St. Mary · Honey Tye · Horner's Green · Humble Green · Kersey · Kersey Tye · Kersey Upland · Kettlebaston · Lattinford Hill · Lavenham · Lawshall · Lawshall Green · Layham · Leavenheath · Lindsey · Lindsey Tye · Little Cornard · Little Waldingfield · Long Melford · Lower Holbrook · Lower Layham · Lower Raydon · Lower Street · Mace Green · Milden · Mile End · Mill Green · Mill Hill · Mill Street · Monks Eleigh · Naughton · Nayland · Nayland-with-Wissington · Nedging · Nedging-with-Naughton · Nedging Tye · Newman's Green · Newton · Oldhall Green · Parliament Heath · Pinewood · Polstead · Polstead Heath · Potash · Preston St. Mary · Priory Green · Raydon · Rodbridge Corner · Rooksey Green · Rose Green (Assington) · Rose Green (Lindsey) · Round Maple · Sackers Green · Scotland Street · Semer · Shelley · Sherbourne Street · Shimpling · Shimpling Street · Shop Corner · Shotley · Shotley Gate · Slough Hill · Smithwood Green · Somerton · Sproughton · Stackyard Green · Stanstead · Stoke-by-Nayland · Stone Street (Boxford) · Stone Street (Hadleigh) · Stratford St. Mary · Stutton · Sudbury · Swingleton Green · Tattingstone · Tattingstone White Horse · The Heath · The Woodlands (Holbrook) · The Woodlands (Raydon) · Thorington Street · Thorpe Green · Thorpe Morieux · Tye Went · Upper Layham · Upper Street · Upsher Green · Washbrook · Washbrook Street · Washmere Green · Wattisham · Wenham Magna · Wenham Parva · Whatfield · Whelp Street · Wherstead · Whitestreet Green · Wicker Street Green · William's Green · Windsor Green · Wissington · Withermarsh Green · Woolverstone · Workhouse Green